# Цвылёво (посёлок при железнодорожной станции)
Цвылёво — посёлок при железнодорожной станции в Цвылёвском сельском поселении Тихвинского района Ленинградской области.

## История

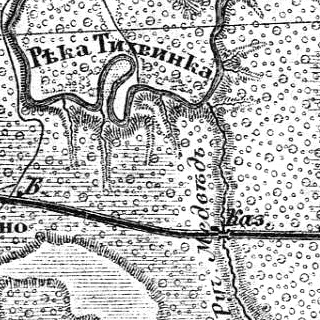
Земли посёлка Цвылёво на карте 1913 года

Согласно карте Петроградской и Новгородской губерний 1913 года на месте современного посёлка при станции Цвылёво находилась железнодорожная казарма.
| Внешние изображения | Внешние изображения                |
| ------------------- | ---------------------------------- |
|                     | Станция Цвылёво на карте 1932 года |

По данным 1966 года посёлок при станции Цвылёво входил в состав Липногорского сельсовета.
По данным 1973 и 1990 годов посёлок при станции Цвылёво входил в состав Ильинского сельсовета.
В 1997 году в посёлке при станции Цвылёво Ильинской волости проживали 24 человека, в 2002 году — 30 человек (все русские).
В 2007 году в посёлке при станции Цвылёво Цвылёвского СП проживали 18 человек, в 2010 году — 21.

## География
Посёлок расположен в юго-западной части района у железнодорожной станции Цвылёво на линии Волховстрой — Вологда, близ автодороги 41К-265 (Овино — Липная Горка).
Расстояние до административного центра поселения — 1,5 км.
Через посёлок протекает ручей Медведь.

## Демография
| 1997 | 2002 | 2007 | 2010 | 2017 |
| ---- | ---- | ---- | ---- | ---- |
| 24   | ↗30  | ↘18  | ↗21  | ↗22  |

### Национальный состав
Согласно данным Всероссийской переписи населения 2021 года в деревне проживали 15 человек, все русские.

## Улицы
Вокзальная, Дачная, Сосновая.